# Josep Espinàs i Xivillé
Josep Espinàs i Xivillé (Barcelona, 1928) és un químic i activista social català. Durant molts anys va estar vinculat als moviments de base cristiana i aquest compromís el va fer entrar en contacte, els anys quaranta, amb la realitat dels barris de la Marina, fonamentalment de classe obrera. Va ser monitor d'activitats lúdiques, esportives i socials, contribuint a dignificar la vida de molts adolescents als qui va a animar a l'aprenentatge d'un ofici.
Una dècada més tard, va continuar la seva tasca al barri de Can Tunis i a la parròquia de Sant Medir, a la Bordeta, i va participar en diferents grups de treball. En aquesta etapa, la seva inquietud el va portar junt amb altres pares del barri de Sants, Hostafrancs i la Bordeta a constituir un grup de l'Escola Activa de Pares, per la qual cosa es va vincular a la prestigiosa Escola de Mestres Rosa Sensat i posteriorment va fundar amb aquest grup de pares l'Escola Proa.
Més tard es va incorporar al Centre Social de Sants i al Secretariat d'Entitats de Sants, Hostafrancs i la Bordeta. Paral·lelament, és un dels fundadors de l'editorial Nova Terra.
Regidor de l'ajuntament de Barcelona pel Partit dels Socialistes de Catalunya del 1983 al 1995, entre el 1984 al 1987 va ocupar el càrrec de conseller de districte, i posteriorment el de director de serveis, del que era aleshores el Districte VII de Barcelona (actualment, Sants-Montjuïc).
El 2006 va rebre la Medalla d'Honor de Barcelona.